# Acidon hemiphaea
Acidon hemiphaea là một loài bướm đêm trong họ Erebidae.